# Campeonato Gaúcho 1958
In 1958 werd het 38ste Campeonato Gaúcho gespeeld voor voetbalclubs uit de Braziliaanse staat Rio Grande do Sul. Er werden regionale competities gespeeld en de kampioenen ontmoetten elkaar in de finaleronde die gespeeld werd van 28 december 1958 tot 11 maart 1959. Grêmio, dat rechtstreeks in de finale mocht starten, werd kampioen. 

## Eerste Voorronde
| Team #1 | Tot.  | Team #2  | 1ste wed | 2de wed | 3de wed |
| ------- | ----- | -------- | -------- | ------- | ------- |
| Pelotas | 7 - 2 | Veronese | 1 - 2    | 4 - 0   | 2 - 0   |

## Tweede Voorronde
| Team #1 | Tot.  | Team #2     | 1ste wed | 2de wed | 3de wed |
| ------- | ----- | ----------- | -------- | ------- | ------- |
| Pelotas | 2 - 3 | 14 de Julho | 2 - 2    | 0 - 1   | /       |

## Halve finale
| Team #1         | Tot.  | Team #2     | 1ste wed | 2de wed | 3de wed |
| --------------- | ----- | ----------- | -------- | ------- | ------- |
| Guarany de Bagé | 6 - 3 | 14 de Julho | 3 - 1    | 0 - 1   | 3 - 1   |

## Finale
|                   |                 |       |        |                      |
| 1 maart 1959 Heen | Guarany de Bagé | 1 – 0 | Grêmio | Estrela D'Alva, Bagé |
| 1 maart 1959 Heen | Max 88'         |       |        | Estrela D'Alva, Bagé |

|  | Guarany de Bagé | Grêmio |

|                    |                 |       |                   |                        |
| 8 maart 1959 Terug | Grêmio          | 2 - 0 | Brasil de Pelotas | Olímpico, Porto Alegre |
| 8 maart 1959 Terug | Milton Kuelle , |       |                   | Olímpico, Porto Alegre |

|  | Grêmio | Guarany de Bagé |

|                               |                      |       |                   |                        |
| 11 maart 1959 Extra wedstrijd | Grêmio               | 3 - 0 | Brasil de Pelotas | Olímpico, Porto Alegre |
| 11 maart 1959 Extra wedstrijd | Danga own' Giovani , |       |                   | Olímpico, Porto Alegre |

|  | Grêmio | Guarany de Bagé |

## Kampioen
| Campeonato Gaúcho de 1958   |
| Porto Alegre                |
| --------------------------- |
| GRÊMIO Kampioen (10° titel) |